# Football aux Jeux des îles de l'océan Indien 2003
Navigation
Édition précédente Édition suivante
Le football aux Jeux des îles de l'océan Indien 2003 est une des 13 épreuves de Jeux des îles de l'océan Indien, se déroulant à Maurice. L'épreuve se dispute du 28 août au 5 septembre et voit, pour la deuxième fois, Maurice remporter la compétition.

## Phase de groupe

### Groupe 1
| Équipe     | Pts | J | V | N | D | BP | BC | Dif |
| ---------- | --- | - | - | - | - | -- | -- | --- |
| Maurice    | 4   | 2 | 1 | 1 | 0 | 3  | 1  | +2  |
| Seychelles | 2   | 2 | 0 | 2 | 0 | 1  | 1  | 0   |
| Madagascar | 1   | 2 | 0 | 1 | 1 | 2  | 4  | −2  |

| 28 août 2003 | Seychelles          | 1–1 | Madagascar      |  |  |
|              | Ruphin Menakely 32e |     | Alpha Baldé 87e |  |  |

| 30 août 2003 | Maurice                                           | 3–1 | Madagascar             |  |  |
|              | Kersley Appou 15e(p), 63e · Christopher Perle 17e |     | Claude Ralaitafika 54e |  |  |

| 2 septembre 2003 | Maurice | 0–0 | Seychelles |  |  |
|                  |         |     |            |  |  |

### Groupe 2
| Équipe     | Pts | J | V | N | D | BP | BC | Dif |
| ---------- | --- | - | - | - | - | -- | -- | --- |
| La Réunion | 6   | 2 | 2 | 0 | 0 | 5  | 0  | +5  |
| Comores    | 0   | 2 | 0 | 0 | 2 | 0  | 5  | −5  |

| 30 août 2003 | La Réunion | 1–0 | Comores |  |
|              | Robert 34e |     |         |  |

| 2 septembre 2003 | Comores | 0–4 | La Réunion                        |  |
|                  |         |     | Payet 6e et 87e · Hoarau 10e, 74e |  |

## Tour final

### Demi-finales
| 4 septembre 2003 | Maurice                                                                                      | 5–0 | Comores |  |
|                  | Christopher Perle 8e, 87e · Kersley Appou 42e(p) · Henri Spéville 47e · Jimmy Cundassamy 70e |     |         |  |

| 4 septembre 2003 | La Réunion      | 1–0 | Seychelles |  |
|                  | Willy Robert 2e |     |            |  |

### Match pour la3eplace
| 6 septembre 2003 | Seychelles          | 2–0 | Comores |  |
|                  | R. Yelvahny 2e, 25e |     |         |  |

### Finale
| 6 septembre 2003 | Maurice                                     | 2–1 | La Réunion        |  |  |
|                  | Jimmy Cundassamy 41e · Jean-Marc Ithier 78e |     | Gérard Hubert 69e |  |  |

## Source
- (en) Karel Stokkermans, « Jeux des Iles de l'Océan Indien », sur rsssf.com, 25 août 2011 (consulté le 16 décembre 2013)

- Cet article est partiellement ou en totalité issu de l'article intitulé « Jeux des îles de l'océan Indien 2003 » (voir la liste des auteurs).